# Госторг
Госторг РСФСР (Государственная экспортно-импортная контора, акционерное общество) — организация, осуществлявшая монополию внешней торговли в первые годы советской власти. Был образован в 1922 году и являлся одним из важнейших подразделений Наркомата внешней торговли.
Осуществлял экспортно-импортные операции на внешнем рынке: вывозил традиционные товары российского экспорта — пушнину, меха, лён, пеньку, пшеницу, рыбу, а на выручку от экспорта закупал машины, станки, оборудование. Госторг вёл также и заготовительную работу — создавал предприятия по переработке сельскохозяйственного сырья, содействовал промышленному звероловству.
Председателем Правления Госторга РСФСР и членом коллегии Наркомата внешней торговли РСФСР с 1924 по 1927 год был известный советский дипломат Александр Антонович Трояновский. Как писал о нём впоследствии бывший Нарком внешней торговли А. И. Микоян: «Трояновский по своей хватке ничуть не уступал американским бизнесменам».

## Госторг в искусстве
Деятельности Госторга посвящён знаменитый документальный фильм кинорежиссера Дзиги Вертова «Шестая часть мира», снятый по заказу и на средства Госторга в 1925—1926 годах.
Стихотворение Владимира Маяковского «Про Госторг и кошку, про всех понемножку»